# Pfarrzentrum Poschiavo
Das Pfarrzentrum Poschiavo im Schweizer Kanton Graubünden wurde 1985 nach Plänen von Livio Vacchini und Prospero Gianoli errichtet.

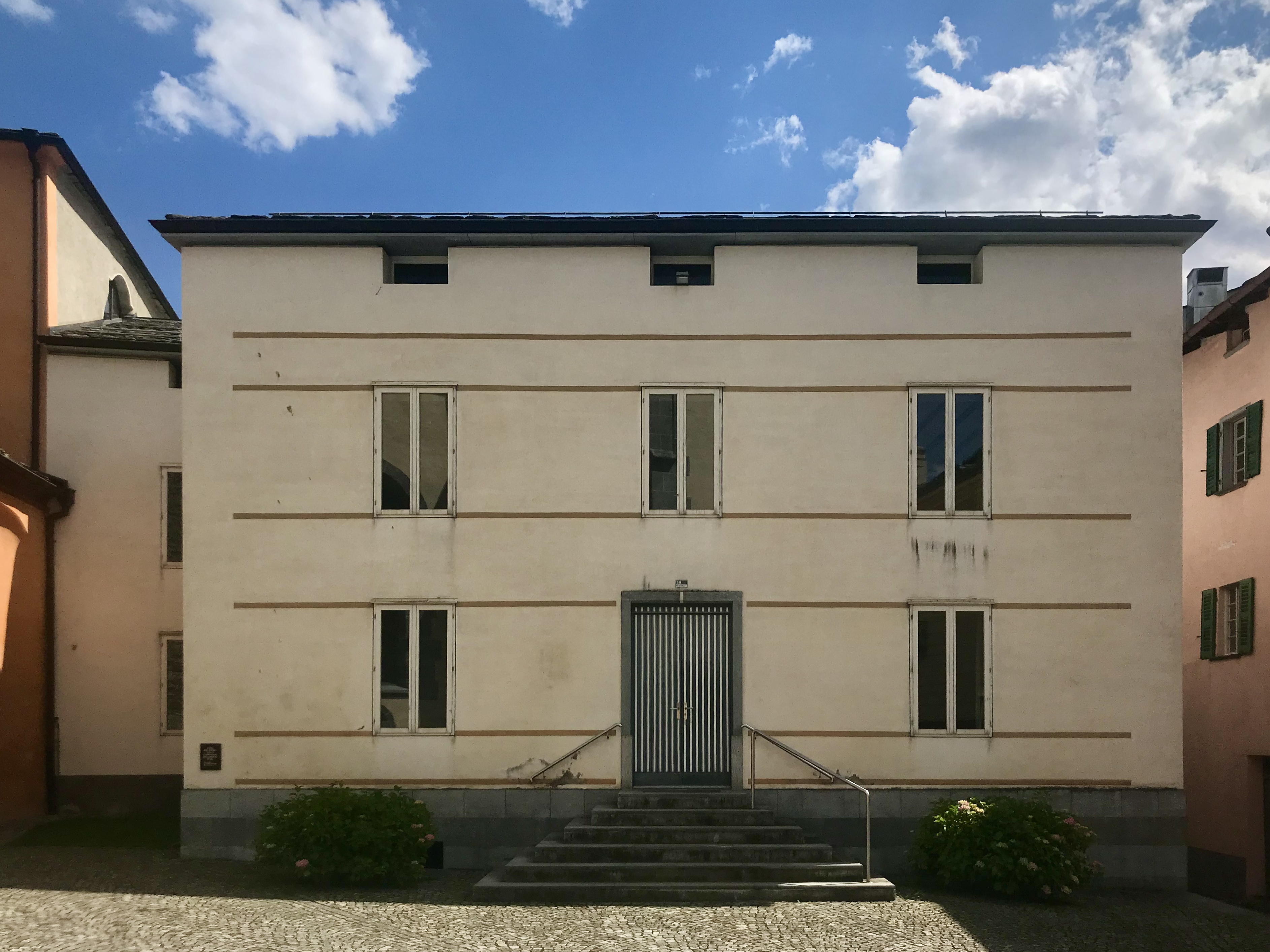
Hauptfassade des Pfarreizentrums

## Geschichte und Architektur
In den frühen 1980er Jahren entschied sich die katholische Kirchgemeinde von Poschiavo, ihr neues Begegnungszentrum nicht ausserhalb des Dorfes zu errichten, sondern in ein bescheidenes Wohnhaus im Herzen des Ortskerns, des Borgo, zu integrieren. Die gewählte Lage, unmittelbar neben dem barocken Oratorio di Sant’Anna und nahe der spätgotischen Stiftskirche, stellte hohe Anforderungen an eine städtebauliche und architektonische Einbindung, ohne das historische Gefüge zu beeinträchtigen. Um dieser Herausforderung gerecht zu werden, wurde ein Wettbewerb ausgeschrieben. Die Jury, bestehend aus Luigi Snozzi und Mario Semadeni, einem bekannten Vertreter der Tessiner Tendenza, zeichnete das Projekt von Livio Vacchini aus. Vacchini legte grossen Wert auf eine kontextbezogene Gestaltung.
Die Umsetzung des Bauvorhabens übergab er an Prospero Gianoli, einen ortsansässigen Architekten, der im Wettbewerb den zweiten Platz belegt hatte. Die ursprüngliche Wohnhausstruktur blieb in ihrer äusseren Erscheinung erhalten, während das Innere des Gebäudes komplett umgestaltet wurde. Die Fassaden erhielten ein neues, zurückhaltend postmodernes Erscheinungsbild, das auf die Palazzi-Architektur des Puschlavs anspielt. Symmetrie und dezente Verzierungen prägen die Hauptfassade. Eine Freitreppe verweist auf die öffentliche Nutzung des Gebäudes. Im Inneren bildet ein zweigeschossiges Atrium das Zentrum, um das alle Räume angeordnet sind. Während das Atrium durch seine klare Rationalität besticht, fügt das organisch gestaltete Treppenhaus eine spielerische Note hinzu, das auch den grossen Saal im Untergeschoss erschliesst.

## Auszeichnung
- 2019: im Rahmen der Kampagne «52 beste Bauten – Baukultur Graubünden 1950–2000» erkor der Bündner Heimatschutz das von Livio Vacchini und Prospero Gianoli 1985 entworfene Pfarrzentrum in Poschiavo als eines der besten Bündner Bauwerke

## Ausstellungen
- Zwölf Bündner Bauten der Siebziger- und Achtzigerjahre, Stadtgalerie Chur vom Schweizerischen Werkbund[2][3]